# Стефан (Зелятров)
Архимандри́т Стефа́н (в миру Симео́н  Стефа́нович Зелятров; ум. 9 (21) мая 1846, Мценск, Орловская губерния) — архимандрит Русской православной церкви, ректор Тульской, Казанской и Воронежской духовных семинарий.

## Биография
Родился в семье пономаря Тульской епархии. Образование получил в тульских духовном училище и семинарии.
Блестящее окончание курса последней в 1820 году открыло ему доступ в Петербургскую духовную академию, куда он и был принят казённокоштным студентом в 1821 году. В 1825 году окончил Петербургскую духовную академию со степенью магистра богословия.
Приняв монашество 2 (14) августа 1825 года, был назначен инспектором и преподавателем философии в Смоленскую семинарию 31 августа, того же года. Откуда три года спустя, 8 мая, переведен инспектором и профессором богословских наук в Московскую семинарию. 17 (29) марта 1829 года удостоен звания соборного иеромонаха Московского Донского монастыря.
Здесь он обратил на себя внимание как выдающийся педагог и способный администратор и уже в феврале—марте 1829 года, был назначен ректором Тульской духовной семинарии и настоятелем Белёвского Спасо-Преображенского монастыря с возведением в сан архимандрита.
11 (23) января 1833 года назначен ректором Казанской духовной семинарии. 27 января (8 февраля) 1833 года назначен настоятелем Преображенского монастыря.
В 1841 году был вызван в Санкт-Петербург на чреду священнослужения и, по выражению одного из его биографов, «был уже близок на пути к архиерейству», когда неожиданное происшествие резко изменило взгляд на него и намерения высшего духовного начальства. В отсутствие архимандрита Стефана двумя воспитанниками Казанской семинарии в ноябре 1841 году был убит иеромонах архиерейского дома, и часть нравственной ответственности за это преступление была возложена на Стефана; без всякого расследования, на основании лишь происшедшего, его обвинили в том, что он будто бы «распустил» семинарию.
В силу этого Стефан не только не был хиротонисан, но получил даже понижение на службе: из Казани, академического центра, был 21 января (2 февраля) 1842 года переведён ректором духовной семинарии в Воронеж, с оставлением его в должности настоятеля Преображенского монастыря в Казани.
Под гнётом нависшей над ним незаслуженной опалы и в сознании того, что карьера его окончена он впал в меланхолию, завершившуюся ударом. По свидетельству современника, в тот момент жизни он был «немощный, почти в паралитичном состоянии старичок, которого возили в коляске».
31 мая (12 июня) 1844 года по состоянию здоровья был уволен на покой в Мценский монастырь Орловской епархии, где и умер — 9 (21) мая 1846 года.

## Награды
18 (30) апреля 1826 года награждён набедренником.
14 (26) июля 1834 года, 15 (27) июля 1835 года, 22 сентября (4 октября) 1836 года — благодарности правящего архиерея.
30 апреля (12 мая) 1835 года награждён орденом св. Анны II степени.